# Time’s Up
Time’s Up ist eine internationale Künstlergruppe die 1996 in Linz an der Donau, Österreich gegründet wurde, und im dortigen Hafenviertel ansässig ist. Das „Laboratorium für experimentelle Situationen“ (Eigendefinition) erarbeitet unterschiedlichste Rauminstallationen, die sich teils der interaktiven und teils der mechanischen Kunst zuordnen lassen. Ältere Arbeiten der Gruppe beziehen sich vor allem auf Fragen, Aspekte und Wechselwirkungen von menschlicher Wahrnehmung, Kontrolle und Biomechanik. Die jüngeren Arbeiten der Gruppe zeichnen sich durch einen ausgeprägten erzählerischen Charakter aus. Eine entsprechend große Rolle spielen in ihren aktuellen narrativen Inszenierungen und Installationen daher fiktive bzw. semi-fiktive Charaktere, Geschichten und die Gestaltung des Environments. Das Œuvre von Time’s Up ist bislang in Europa, den Vereinigten Staaten, Afrika, Asien und Australien präsentiert worden.

## Arbeiten
Unter dem Titel Hyperfitness Studio (1997–2004) versammelt Time’s Up eine Vielzahl selbstgebauter Medienmaschinen/Interfaces, die dem Publikum als Fitnessgeräte und Konsolen in einem verschiedene parallele Körper- und Virtual-Reality-Erfahrungen ermöglichen. Internationale Anerkennung wird dem Kollektiv für die künstlerische wie technologische Leistung bei der Konzeption und Konstruktion des kugelförmigen 3-D-Projektionsraum SPIN (2000–2006) zuteil, den Time’s Up erstmals beim Ars Electronica Festival 2000 präsentiert. Als dritte und letzte Großrauminstallation schließt Sensory Circus (2002–2006) die spielerische Auseinandersetzung mit körpergesteuerten Interfaces ab.
Ab 2007 beschäftigt sich die Gruppe intensiv mit Physical Narration – dem Erzählen von Geschichten in multimedialen Umgebungen. Besondere Bedeutung kommt im Werk von Time’s Up der komplexen Großerzählung TwixtVille zu, die für das Programm der Europäischen Kulturhauptstadt Linz 2009 akribisch vorbereitet, aber mangels adäquatem Veranstaltungsort nicht umgesetzt wird. Die in der Entwicklungsarbeit gewonnenen Erfahrungen kommen jedoch den zahlreichen begehbaren Erzählungen/Physical Narrations der folgenden Jahre zugute.
Als erstes dem mit den Mitteln des Film Noir inszenierten Beziehungsdrama Domestic Bliss/Häusliches Glück, das Time’s Up als kleine Alternative zu TwixtVille auf den Spielplan der Europäischen Kulturhauptstadt Linz 2009 und in Kooperation mit dem australischen Künstler Alex Davies in einer Linzer Wohnung in Szene setzt.
Daran schließt eine ganze Reihe weiterer Physical Narrations an: 20 Seconds into the Future (2010), Stored in a Bank Vault (2011), Unattended Luggage (2012), Lucid Peninsula (2013), Tales of Resilience (2014) und Mind the Map (2015). Mit Turnton - on the sea (2016) startete eine Serie von Erzählungen um eine am Meer gelegene Stadt im Jahr 2047. Im September 2017 zeigte Time’s Up als Featured Artist des Ars Electronica Festivals Turnton Docklands im Lentos Kunstmuseum Linz. Es folgten Cabinet of Futures (2018), Change was our only Chance (2019),  SeatoxDetox (2019/20), RISE.Turnton2047 (2021), Work Upside Down (2021), Pick A Ticket (2023–24) und Just Asking for a Friend (2024).
Seit 1998 beteiligt sich Time’s Up regelmäßig an transnationalen Kollaborationsprojekten auf europäischer Ebene. Zwei dieser Projekte initiierte und leitet das Kollektiv aus Linz selbst: PARN (2010) und Future Fabulators (2013) zusammen mit Lighthouse und Blast Theory aus Brighton, AltArt aus Cluj, FoaM und dem M-ITI.

## Kollaborationen
Nicht nur in transnationalen Konstellationen mit befreundeten Gruppen und Organisationen haben Kooperation und Kollaboration traditionell einen hohen Stellenwert in der Arbeitspraxis von Time’s Up. Auch mit einzelnen Künstlern sucht Time’s Up die Zusammenarbeit. Zu den Partnern und Mitgestaltern zählen unter anderem Negativland, Staalplaat, Amorphic Robot Works, Matt Heckert, Nuoc Mam Dirndln, Amanda McDonald Crowley, Mara Dionisio, Bronwynn Mertz-Penzinger, Tanja Lattner, Ushi Reiter, David Moises, Marta Peirano, Alex Davies, Andreas Strauss, Julianne Pierce, Leo Schatzl, John Duncan, Astrid Benzer, Natalia Borissova, Monique Alvarez, Silke Müller, brainsalt und Alex Barth.

## Workshops/Symposien/Vorträge
Workshops, Symposien und Vorträge dienen in der Arbeit von Time’s Up dazu, sich im Austausch und in Gemeinschaft mit anderen künstlerisches, akademisches, dramaturgisches, technisches und anderes Wissen anzueignen bzw. solches zu teilen und weiterzuentwickeln. Häufig sind die Schauplätze und Partner dabei universitärer Natur. Auf dem Gebiet der Kunst und Kulturarbeit nutzt Time’s Up experimentelle Szenariotechniken für die spielerische Entwicklung von narrativen Zukunftswelten.

## Publikationen
Die Publikationsliste von Time’s Up verzeichnet über eine kontinuierlich versendete Postkarte hinaus mehrere Bücher und Soundproduktionen: Closing the Loop (1998), Hypercompetitive Muzak for the Amateur-CD (1999), Obsolete-CD (1999), Anchortonic – 5.1 Audio-DVD (2002), PARN (2013), On Turtles & Dragons (2012) sowie Futurish (2014). Im Jahr 2018 ist ein Buch zum 20-jährigen Jubiläum der Gruppe bei Revolver Publishing erschienen: Lückenhaft & kryptisch - Ambigous & inkomplete, ISBN 978-3-95763-391-0.

## Auszeichnungen
- 2023: Kulturpreis des Landes Oberösterreich in der Sparte Experimentelle und interdisziplinäre Formen künstlerischen Arbeitens[11]